# Semiothisa santiagaria
Semiothisa santiagaria är en fjärilsart som beskrevs av William Schaus 1923. Semiothisa santiagaria ingår i släktet Semiothisa och familjen mätare. Inga underarter finns listade i Catalogue of Life.